# Girolamo Mei

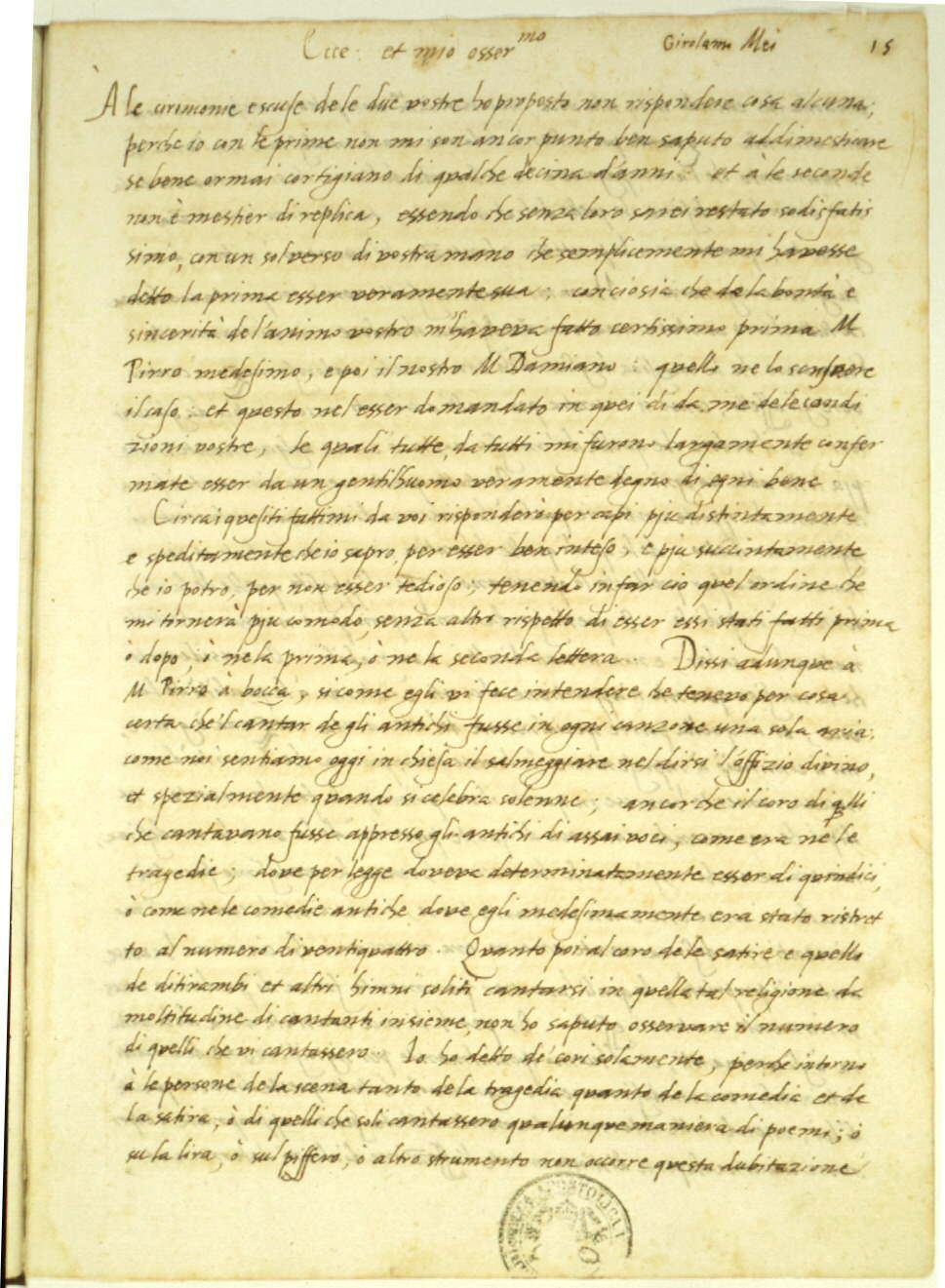
Lettera di Girolamo Mei a Vincenzo Galilei, nella quale descrive gli effetti della musica dell'antica Grecia sulle emozioni umane.

Girolamo Mei (Firenze, 27 maggio 1519 – Roma, luglio 1594) è stato uno storico e letterato italiano, famoso nella storia della musica per aver partecipato, con impeto intellettuale, alla vita della Camerata de' Bardi, che tentò di far rivivere la musica greca antica e la tragedia greca.

## Biografia
Studente e amico di Piero Vettori, curò con lui la pubblicazione delle tragedie di Eschilo, e dell'Elettra di Euripide, dedicandosi dopo il 1545 allo studio della musica.
Mei fu il primo europeo dopo Boezio a fare degli studi dettagliati sulla teoria musicale della musica greca antica. Scrisse il trattato De modis musicis antiquorum (non pubblicato, ma scritto fra il 1568 e il 1573).
Molte delle sue scoperte le comunicò a Vincenzo Galilei attraverso una ponderosa corrispondenza; queste informazioni furono determinanti nella formazione del nuovo stile musicale che si sviluppò a Firenze alla fine del XVI secolo. Il nuovo stile recitativo da cui si sviluppò la monodia, il primo dramma musicale e quindi l'opera lirica. 
Galilei e gli altri membri della Camerata furono molto determinati nel restaurare l'antica tragedia greca, e se anche possono aver sbagliato nella composizione delle loro opere, mettendo in atto le idee di Mei, diedero inizio ad una delle più profonde rivoluzioni nella storia della musica.